# Торковичи
Торко́вичи — посёлок в Лужском районе Ленинградской области России, расположенный на правом берегу разлива Оредежа — озера Антоново. Административный центр Торковичского сельского поселения. Впервые упомянут в 1500 году как безвладетельная деревня. На 1649 год деревня переживала упадок, но к концу XVIII века наблюдался устойчивый рост населения. В 1870 году в посёлке был построен стекольный завод, занимавшийся производством тары для парфюмерной и фармацевтической промышленности, что резко увеличило численность населения более чем в 10 раз. В годы Великой Отечественной войны посёлок был оккупирован вермахтом с августа 1941 по февраль 1944 года. В это время в нём действовали подпольные группы, связанные с базировавшимися в окрестностях посёлка партизанскими отрядами. После распада СССР завод испытывал экономические трудности, что вкупе с отмечавшимся ещё в 1980-х годах износом оборудования привело к его закрытию 1 января 1996 года. После этого посёлок стал приходить в упадок.

## История

### До появления завода
Впервые деревня из шести дворов на высоком берегу Антонова озера упомянута в Писцовой книге Водской пятины 1500 года под названием Турковичи, приписанная к Никольскому Бутковскому погосту Новгородского уезда. Владельцы деревни не указаны, что даёт основания предположить, что она была безвладетельной.
В течение XVI—XVII веков в Новгородских землях было неспокойно: многочисленные войны Руси с европейскими государствами, разорение новгородских земель Иваном IV, голод 1601—1603 годов и Смутное время негативно сказались на деревне. В 1649 году подворная перепись зарегистрировала 4 двора (2 крестьянских и 2 бобыльских), в которых насчитывалось 12 жителей, 8 из которых — дети, а один — слепой бобыль. Между 1600 и 1617 годами деревня принадлежала Кирьяну Бестужеву, в подворной переписи 1649 года помещиком указан Филипп Лугвенёв.
В конце XVIII века в деревне Торковичи было 12 крестьянских дворов, в которых проживали 47 мужчин и 48 женщин, крестьяне работали на себя, уплачивая помещику оброк. Также существовало ткацкое производство, часть продукции (сукно и холсты) отправлялись на продажу.
В 1838 году согласно ревизии в деревне Тарковичи проживало 60 мужчин и 65 женщин, принадлежавших пяти различным помещикам, в том числе статской советнице Мясоедовой. На 1856 год ей принадлежала вся деревня, в которой на тот момент насчитывалось 15 дворов и 55 душ. Мясоедова активно занималась развитием имения и часто бывала в нём. Спустя год ревизия выявила в деревне три части, с общим населением в 52 мужчины и 58 женщин. На 1862 год в селе Тырковичи насчитывалось 19 дворов, в которых проживали 60 мужчин и 66 женщин. В 1869 году временнообязанные крестьяне деревни Торкович выкупили свои земельные наделы у П. В. фон Галлера и стали собственниками земли. В 1875—1876 годах временнообязанные крестьяне выкупили свои земельные наделы у К. В. и М. П. Ракусо-Сущёвских. В 1870—1877 годах состоялся выкуп земельных наделов у В. П., Л. К., Е. К., Е. Ф., Е. К. Мясоедовых, Е. П. Лебедевой и О. М. Коптевой. В подворной описи 1882 года село Торковичи Бутковского общества Бутковской волости Лужского уезда снова описано как состоящее из трёх частей:
1. бывшее имение Мясоедова: 15 домов, 30 душевых наделов, 13 семей, в них 30 мужчин, 45 женщин;
2. бывшее имение Галлера: 8 домов, 12 душевых наделов, 13 семей, в них 20 мужчин, 18 женщин;
3. бывшее имение Семенского: 6 домов, 8 душевых наделов, 5 семей, в них 13 мужчин, 12 женщин;

Разряд всех крестьян определён как собственники, то есть они обладали наделами, выкупленными из усадеб в ходе крестьянской реформы. Кроме того, крестьянину Новгородской губернии Ф. Филатову в Торковичах принадлежало собственное имение площадью 70 десятин, оно было приобретено им частями в 1872 и 1880 годах за 365 рублей.

### Постройка завода
В 1870 году А. М. Варшавским в селе был открыт стекольный завод, для чего он выписал из Рославля мастеров стекольного производства. В 1879 году на заводе трудились 164 человека, продукции было выпущено на 54 300 рублей. В 1881 году завод приобрёл петербургский купец А. Р. Ликфельдт, который сразу начал расширять производство. Согласно материалам по статистике народного хозяйства Лужского уезда 1891 года, мыза Торковичи площадью 1811 десятин принадлежала коллежскому асессору О. Я. Бари, мыза была приобретена в 1881 году за 20 000 рублей, в ней находилось 2 стеклянных завода, на которых работало более 150 человек, и кирпичный завод для собственных нужд, а также школа, больница и аптека. К 1897 году на заводе работало более 900 рабочих. Это резко увеличило численность населения, так что при первой переписи населения Российской империи в Торковичах проживало 1018 человек, из которых 902 были православными. Мужчин было зарегистрировано 595, женщин — 423. «Обществу стекольных производителей А. Р. Ликфельдт» в Торковичах принадлежали 1811 десятин земли. В Бутковской волости было создано Торковское сельское общество, в которое вошли Торковичи, Овиновичи, Патрушина-Гора, Точище, Велекшицы и Дудорово.
В 1904 году в километре от посёлка появилась железнодорожная станция на линии Санкт-Петербург — Витебск. Во время революции 1905 года рабочие завода приняли участие в стачках, так как имели к руководству общества Ликфельдт претензии: рабочий день был не нормирован, а почти половину рабочих на производстве составляли дети.
На 1914 год в Торковичах при железнодорожной станции действовало почтовое отделение, стекольный завод имел чуть меньше 600 рабочих, при заводе действовали частная начальная и церковно-приходская школы.
На 1 марта 1917 года Торковичи являлись посёлком сельского типа в составе Торковичского сельсовета Бутковской волости Лужского уезда.

### В РСФСР
20 февраля 1919 года Торковичский завод акционерного общества стекольного производства «А. Р. Ликфельдт» был национализирован и вошёл в состав государственного треста «Райстекло». В 1921 году завод был переименован в стекольный завод «Торковичи». В январе 1922 года завод перешёл в ведение Петростеклотреста (с октября 1923 года — Петроградского стекольно-промышленного объединения), а 26 мая 1924 года был передан в управление Лужского уездного исполкома. 13 февраля 1926 года завод передан в управление Ленинградского государственного стекольного треста.
Согласно переписи 1926 года население посёлка составляло 1149 человек, из которых 556 мужчин, 593 женщины. Постановлением Президиума ВЦИК от 16 мая 1927 года село Торковичи было преобразовано в рабочий посёлок, а 1 августа в ходе реформирования административно-территориального деления РСФСР рабочий посёлок вместе со всей Бутковской волостью передан в состав новообразованного Оредежского района Лужского округа Ленинградской области. 1 июля 1930 года был упразднён Лужский округ, а 1 апреля 1931 года — Торковичский сельсовет, посёлок передан в Бутковский сельсовет.
По административным данным 1936 года рабочий посёлок Торковичи входил в Оредежский район Ленинградской области и насчитывал на 1 января 1935 года — 2900 человек. При стекольном заводе, являвшемся единственным крупным предприятием в районе, действовал кооперативный магазин. В 1938 году Ленинградский государственный стекольный трест, которому подчинялся Торковичский завод, был ликвидирован.
В августе 1941 года, при прорыве обороны на центральном участке Лужского рубежа, Торковичи были заняты силами вермахта. День занятия посёлка достоверно не известен, известно только, что на 22 августа в нём ещё вели бои части Кировской дивизии.
В период оккупации на территории Оредежского района была развёрнута активная деятельность партизанских отрядов. В ноябре 1941 года активность партизанских операций настолько возросла, что в Оредежский район был переброшен батальон 285-й охранной дивизии, проводивший операции, в том числе в болотах к северу от Торковичей. Несмотря на эту и подобные операции, подпольщикам удавалось успешно проводить политическую агитацию в Торковичах. Проводились читки газеты «Заря коммуны», на которых присутствовало до ста человек, среди жителей посёлка через подпольные организации была проведена подписка на военный заём на общую сумму 1000 рублей. В Торковичах с начала оккупации и до раскрытия в декабре 1942 года действовала агитационная группа Анны Семёновой в составе 5 человек, занимавшаяся распространением советских листовок и газет. После выдачи группы пленным партизаном она была в полном составе арестована, подвергнута пыткам и допросам, а 20 февраля 1943 года все участники группы были казнены в Васильковичах. 5 мая 1943 года между станцией Тарковичи и разъездом Веретье был пущен под откос воинский эшелон вермахта, а в ночь на 1 августа в рамках операции «Рельсовая война» местными партизанами были взорваны рельсы на значительной части перегона между станциями Тарковичи и Чолово.

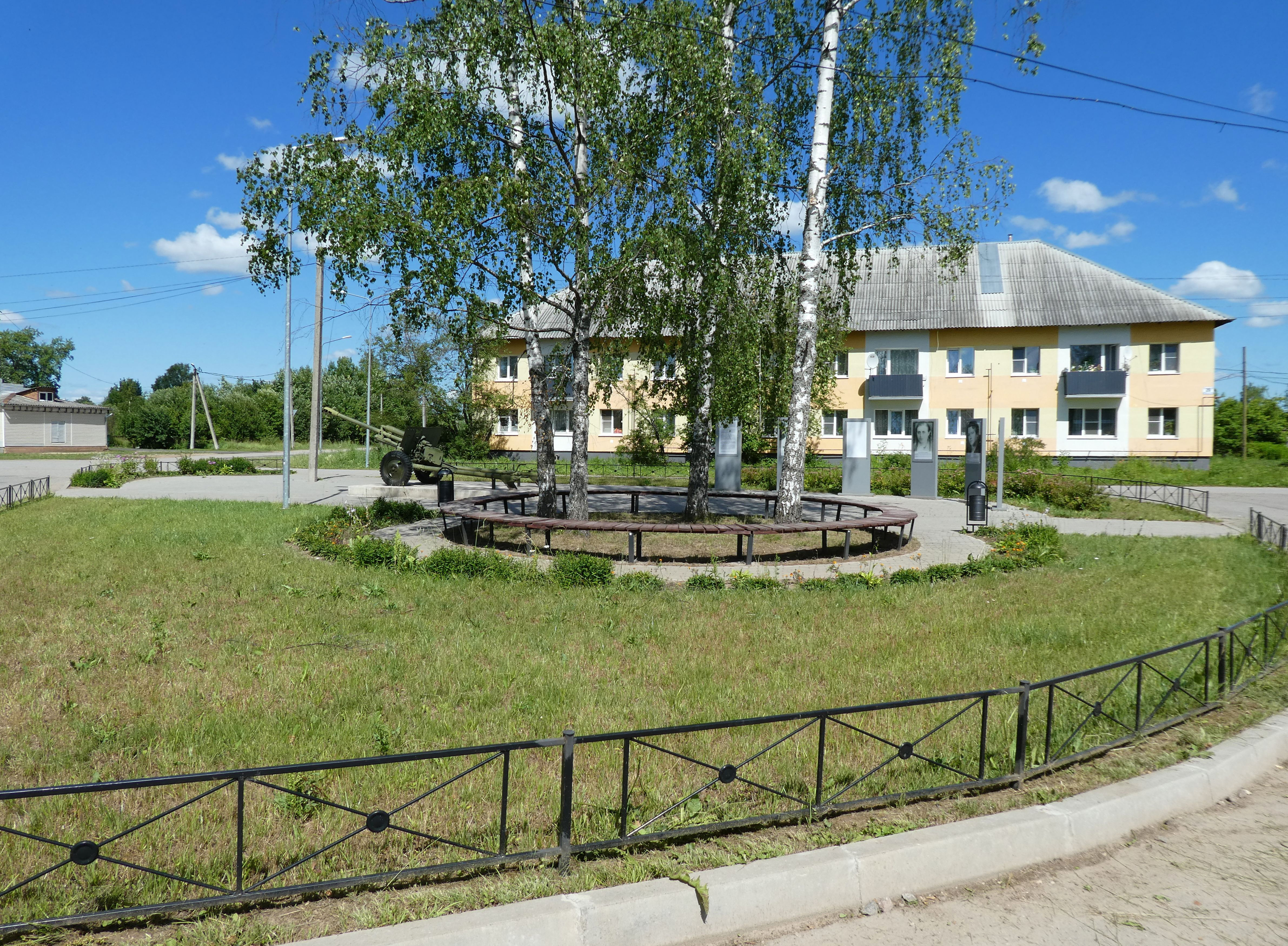
Сквер Воинской славы, посвящённый памяти группы подпольщиц. Вид с юга.
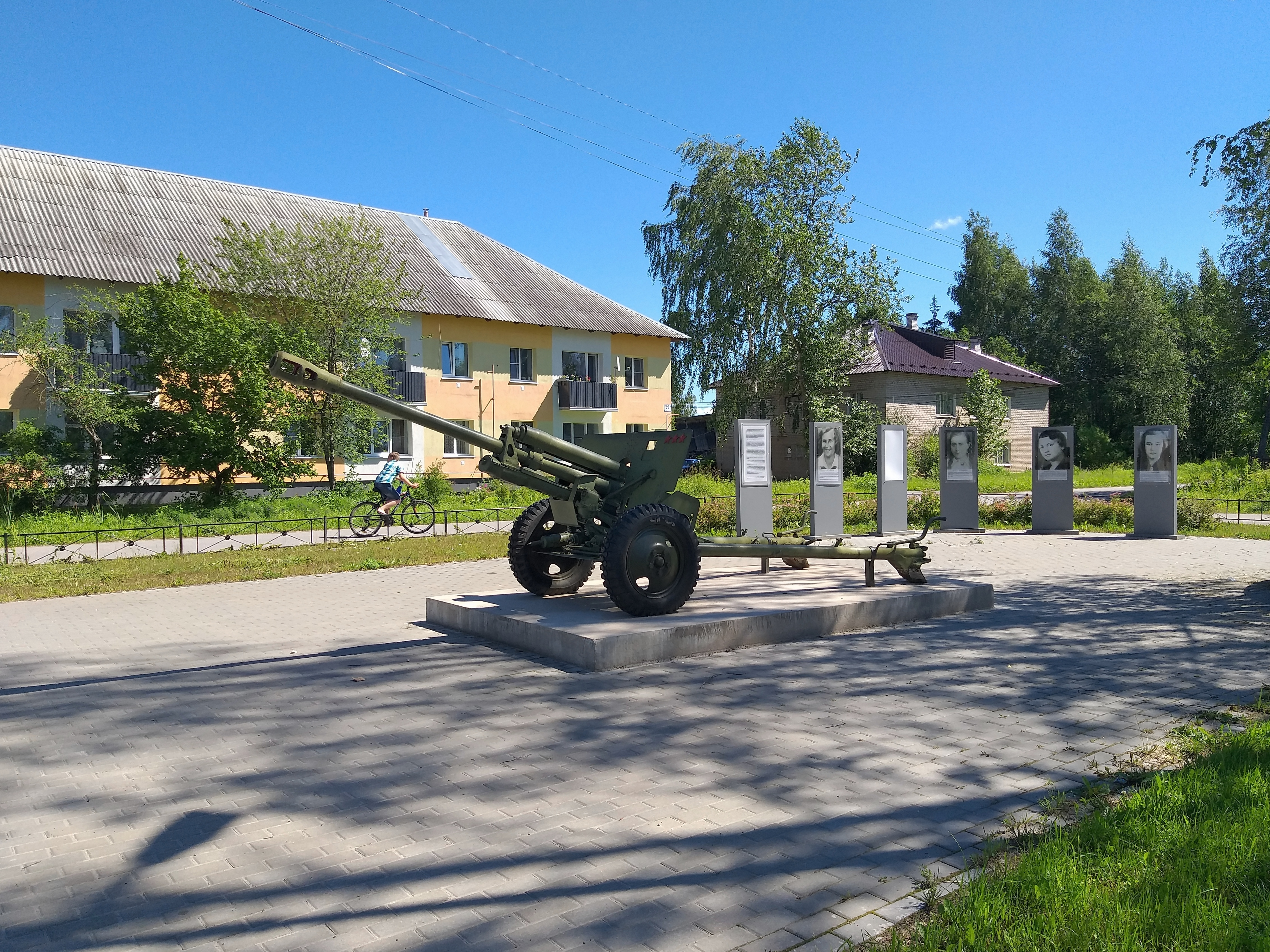
Сквер Воинской славы, вид с юго-запада.
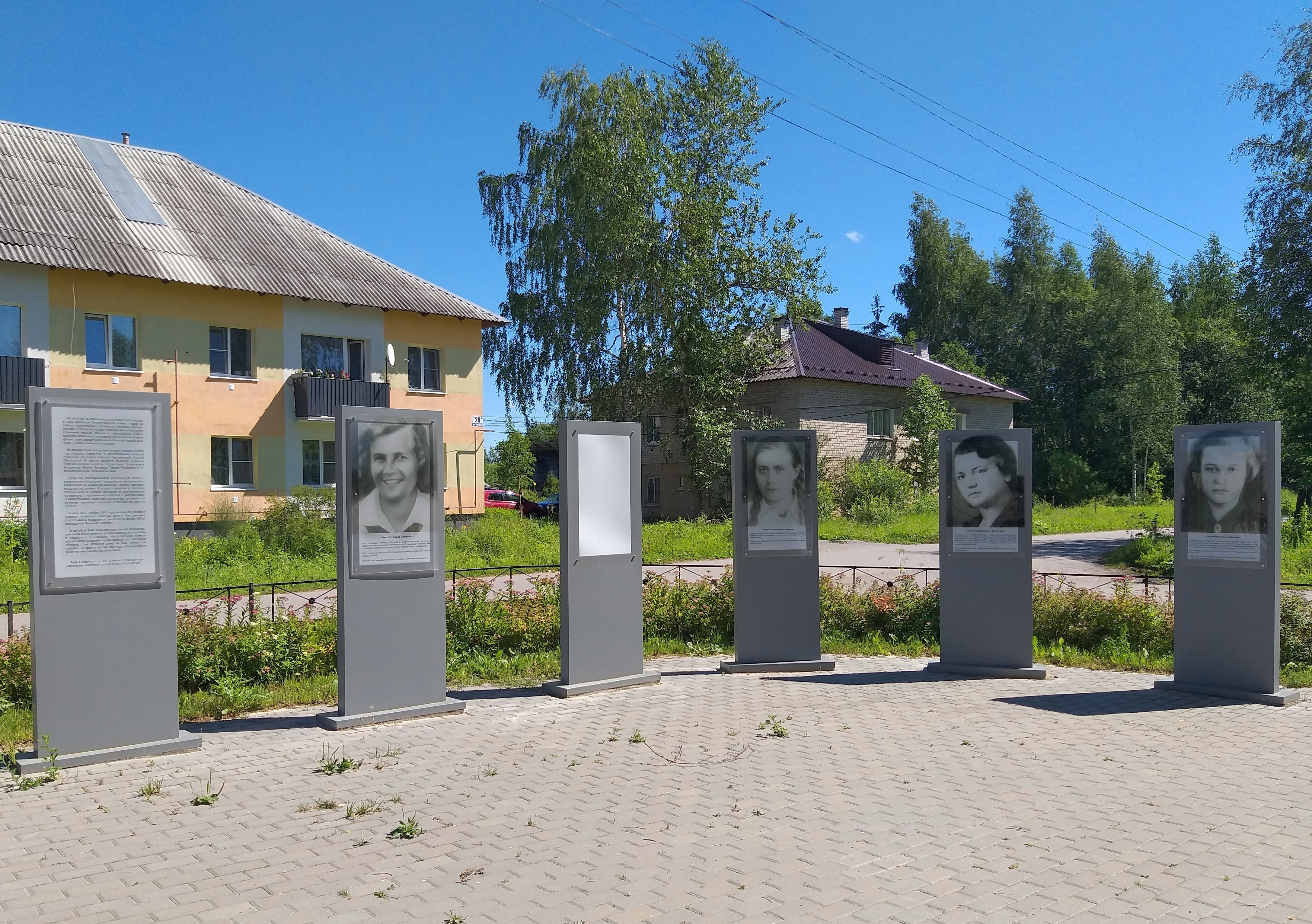
Сквер Воинской славы. Стелы с фотографиями подпольщиц из группы Ани Семёновой.
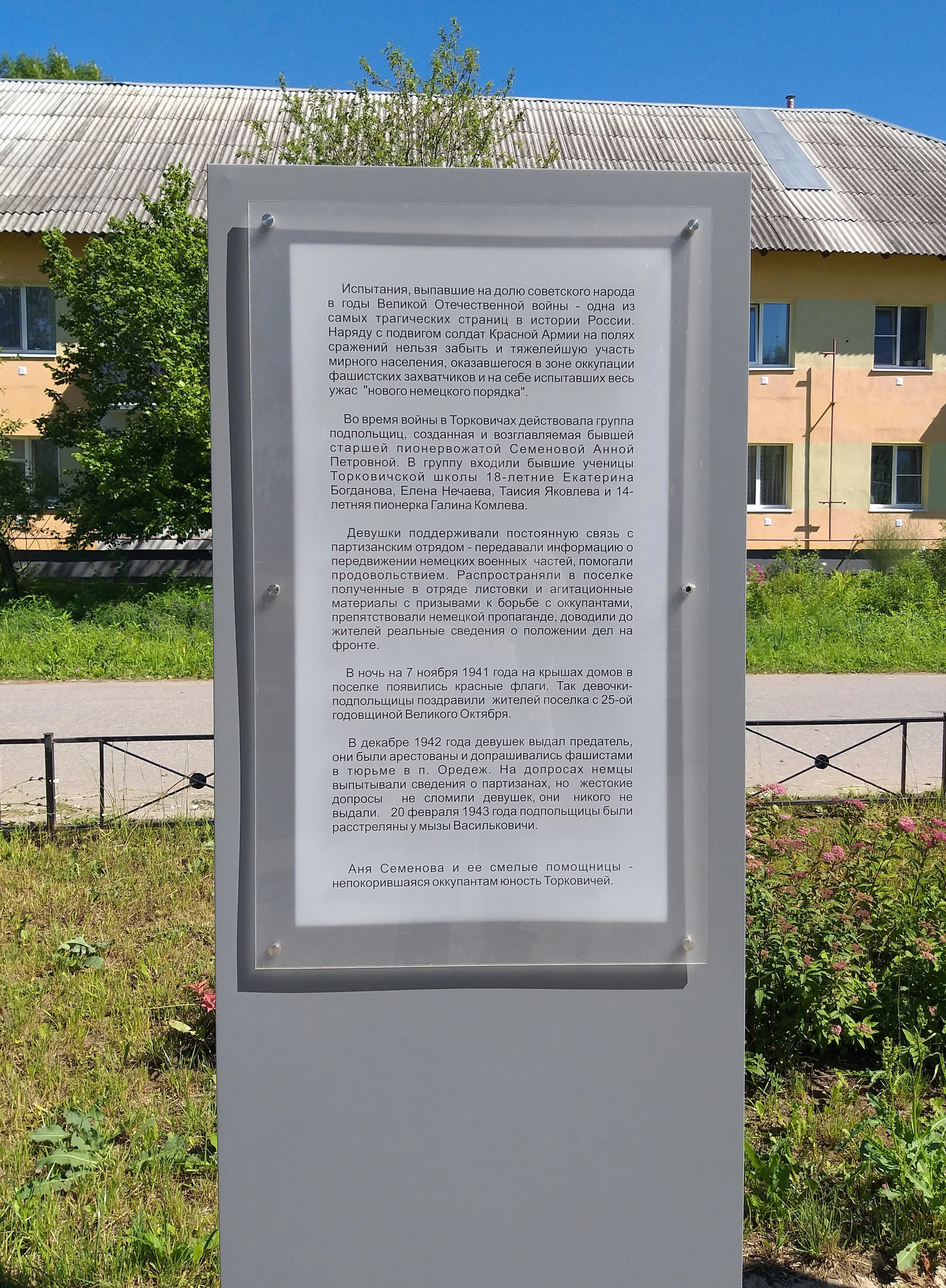
Информационный щит в сквере Воинской славы

Посёлок был освобождён от немецко-фашистских оккупантов 8 февраля 1944 года. При отступлении фашистские войска сожгли все дома в посёлке и серьёзно повредили оборудование завода. В числе прочего, 5 февраля ими был сожжён поселковый детский дом со всеми проживавшими в нём сиротами. После войны многие жители селились в шалашах (некоторые вплоть до 1950-х годов) и в первую очередь занимались восстановлением завода, а после отстроили заново свои дома. В это время на заводе была введена частичная автоматизация производства. Первую продукцию завод выпустил в феврале 1946 года.

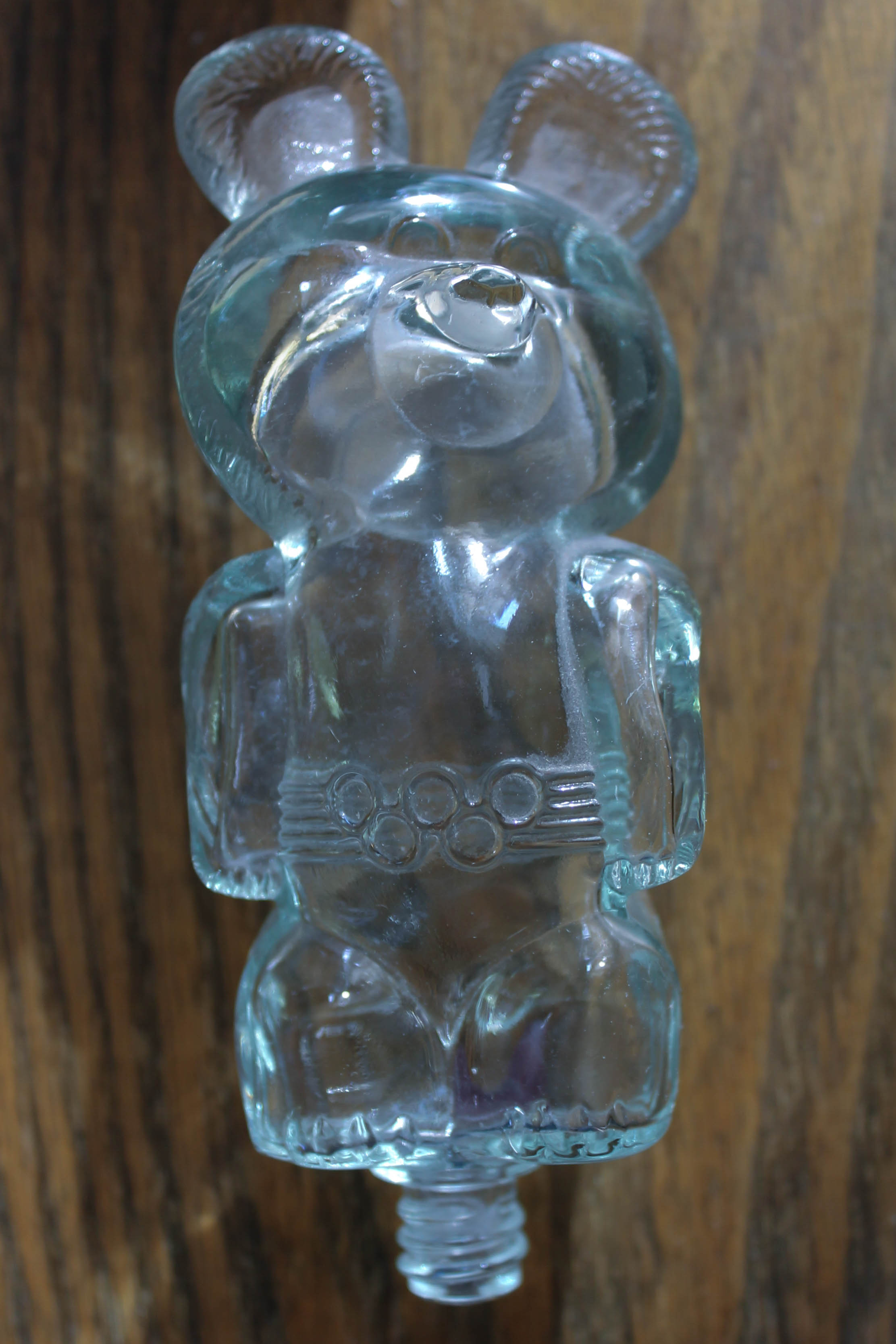
Флакон для духов «Олимпийский Мишка», выпущенный в Торковичах к Олимпиаде-80

С 1950-х годов было налажено водное сообщение по маршруту Толмачёво — Торковичи. Перевозка осуществлялась катерами вместимостью до 60 пассажиров. Примерно в это же время для доставки торфа с болота вблизи Веретья была проложена узкоколейка. Возле конечного пункта появился посёлок торфоразработчиков Песочный Мох.
С 1 мая 1959 года вышло постановление об упразднении Оредежского района, территория которого вместе с посёлком Торковичи к октябрю была передана в состав Лужского района. По данным переписи населения в это время в посёлке проживало 2864 человека (1191 мужчина и 673 женщины). Короткий период с 1 февраля 1963-го по 31 декабря 1964 года Торковичский поселковый совет находился в непосредственном подчинении Лужского городского совета. На стекольном заводе в это время были установлены печи-полуавтоматы, что привело к исчезновению в посёлке профессии стеклодува. К 1970 году узкоколейная железная дорога до Песочного Мха была разобрана.
В 1980-х годах наблюдался упадок стекольного завода. Введение автоматизации вызвало снижение необходимого уровня квалификации рабочих. Часть потребителей отказались от продукции завода, что привело к падению объёмов выпуска — к 1986 году завод выпускал только белое стекло для парфюмерной промышленности (основным получателем продукции был Ленинградский парфюмерный завод «Северное сияние»). Износ оборудования вынудил техническую инспекцию запретить эксплуатацию машинно-ванного цеха завода, но постановление исполнено не было. Сырьё для производства приходилось завозить из Ульяновской области и Караганды, а мазут — из Азербайджана. Перестало работать водное сообщение с Толмачёво. Численность населения начала сокращаться, и перепись 1989 года зарегистрировала в посёлке 1751 человека (737 мужчин и 1014 женщин), а в 1990 году население оценивалось примерно в 2000 человек.

### После распада СССР

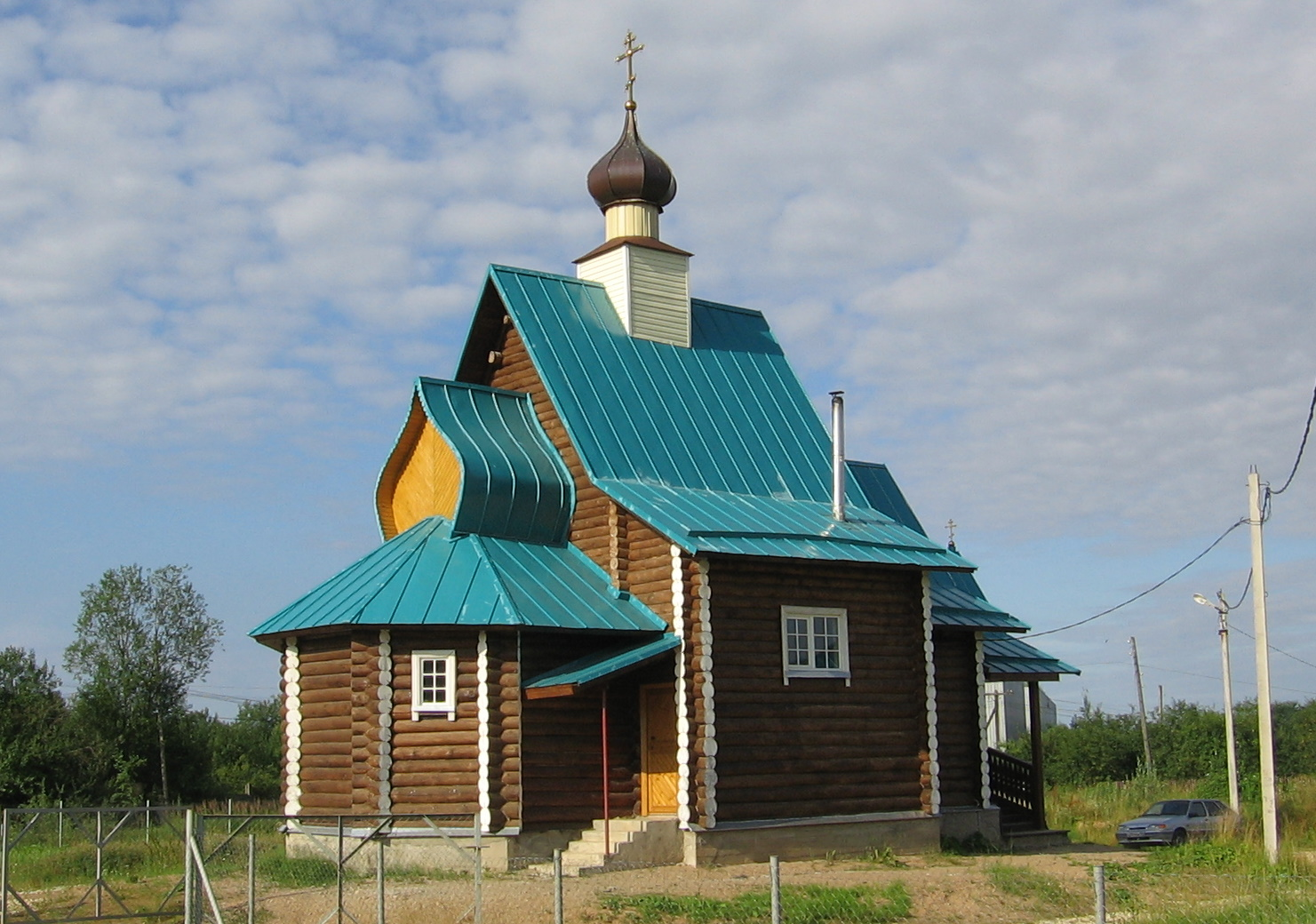
Церковь в Торковичах

После распада Советского Союза стекольный завод стал испытывать экономические трудности. В июле 1994 года он был приватизирован на аукционе, продано было 1831 из 1856 акций стоимостью 1000 рублей каждая. Выпуск продукции постепенно сокращался и к концу 1995 года был окончательно прекращён, а 4 января 1996 года стекольный завод был закрыт. Постановлением правительства Ленинградской области № 64 от 22 февраля 1996 года «в связи с низкой численностью населения, отсутствием перспективы дальнейшего экономического и социального развития и роста численности населения» рабочий посёлок вновь был преобразован в сельский населённый пункт, а Торковичский сельсовет преобразован в Торковичскую волость.
В дальнейшем посёлок испытывал постоянное сокращение населения. В 1997 году в посёлке проживало 1882 человека, в 2002 году — 1519 человек (русские — 93 %), в 2007 году — 1414.
1 января 2006 года в соответствии с областным законом № 65-оз от 28 сентября 2004 года «Об установлении границ и наделении соответствующим статусом муниципального образования Лужский муниципальный район и муниципальных образований в его составе» было образовано Торковичское сельское поселение, в состав которого вошла территория бывшей Торковичской волости. В том же году, 15 марта, произошёл пожар в доме культуры, уничтоживший как сам ДК, так и находившийся в нём музей стекольного завода.
На 1 января 2012 года в посёлке проживало 1340 человек. В 2014 году руководством района поднимался вопрос о восстановлении Торковичского стекольного завода, однако проект натолкнулся как на сопротивление общественности, так и на трудности с размещением завода: необходимо было создать буферную зону радиусом в 1 километр, не обременённую жилыми постройками. Это возможно только возле посёлка Овиновичи, что было не выгодно инвесторам, поэтому те решили отказаться от проекта.

## География
Посёлок расположен в восточной части Лужского района на правом берегу разлива Оредежа — озера Антоново в его нижней части. Берег в месте расположения посёлка сложен красными песками. С северо-запада к посёлку примыкает заказник «Мшинское болото», относящийся к водно-болотным угодьям международного значения, на противоположном берегу озера находится памятник природы «Борщовские пещеры».
В посёлке находится платформа 125 км, а в километре от него — станция Тарковичи Санкт-Петербург-Витебского отделения Октябрьской железной дороги. Торковичи соединены с районным центром автодорогой 41К-249 с твёрдым покрытием, по которой курсирует автобус. Расстояние до Луги по дорогам — 45 км.

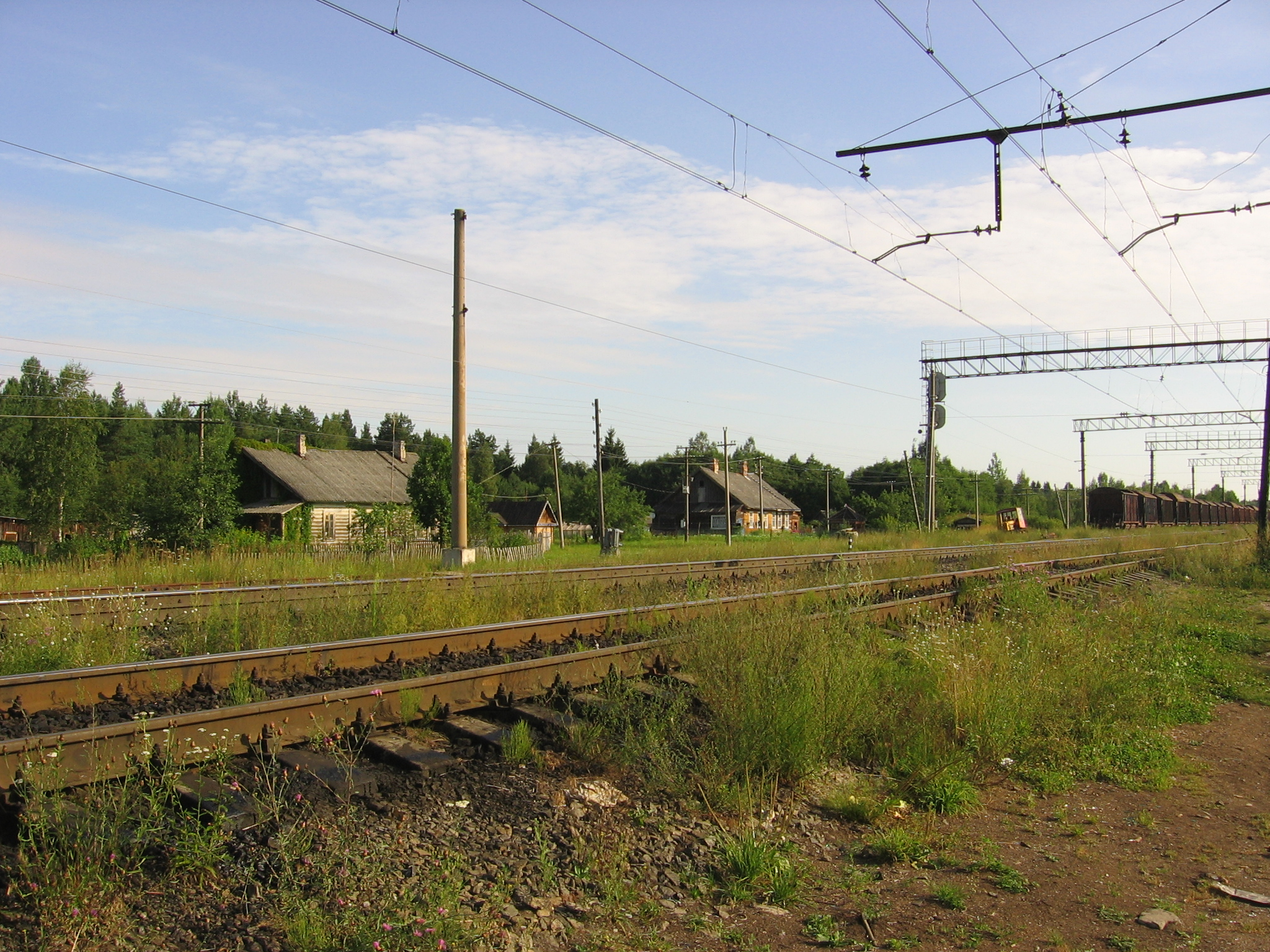
Станция Тарковичи и жилые дома возле неё
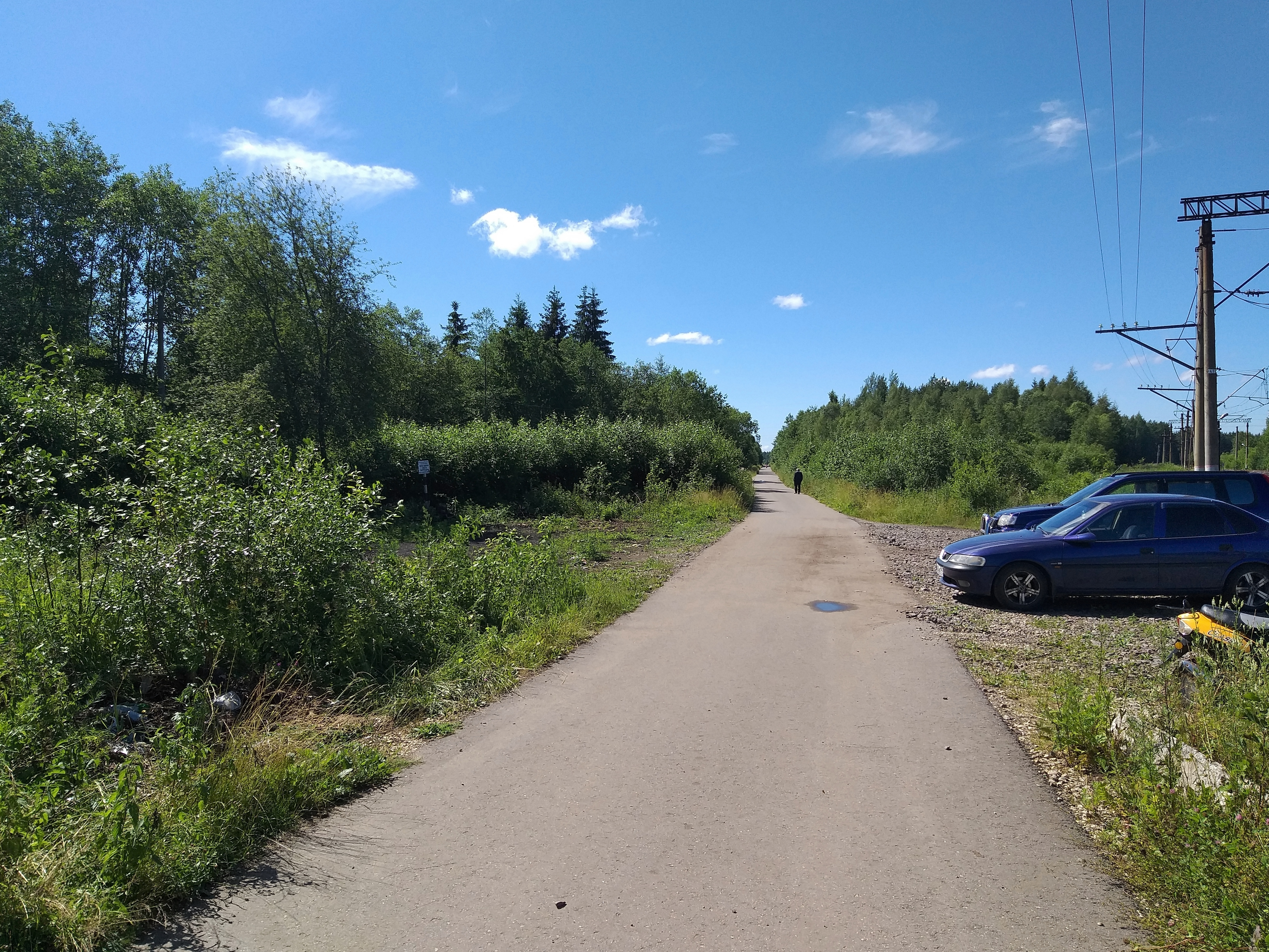
Начало 1-й Железнодорожной улицы возле станции
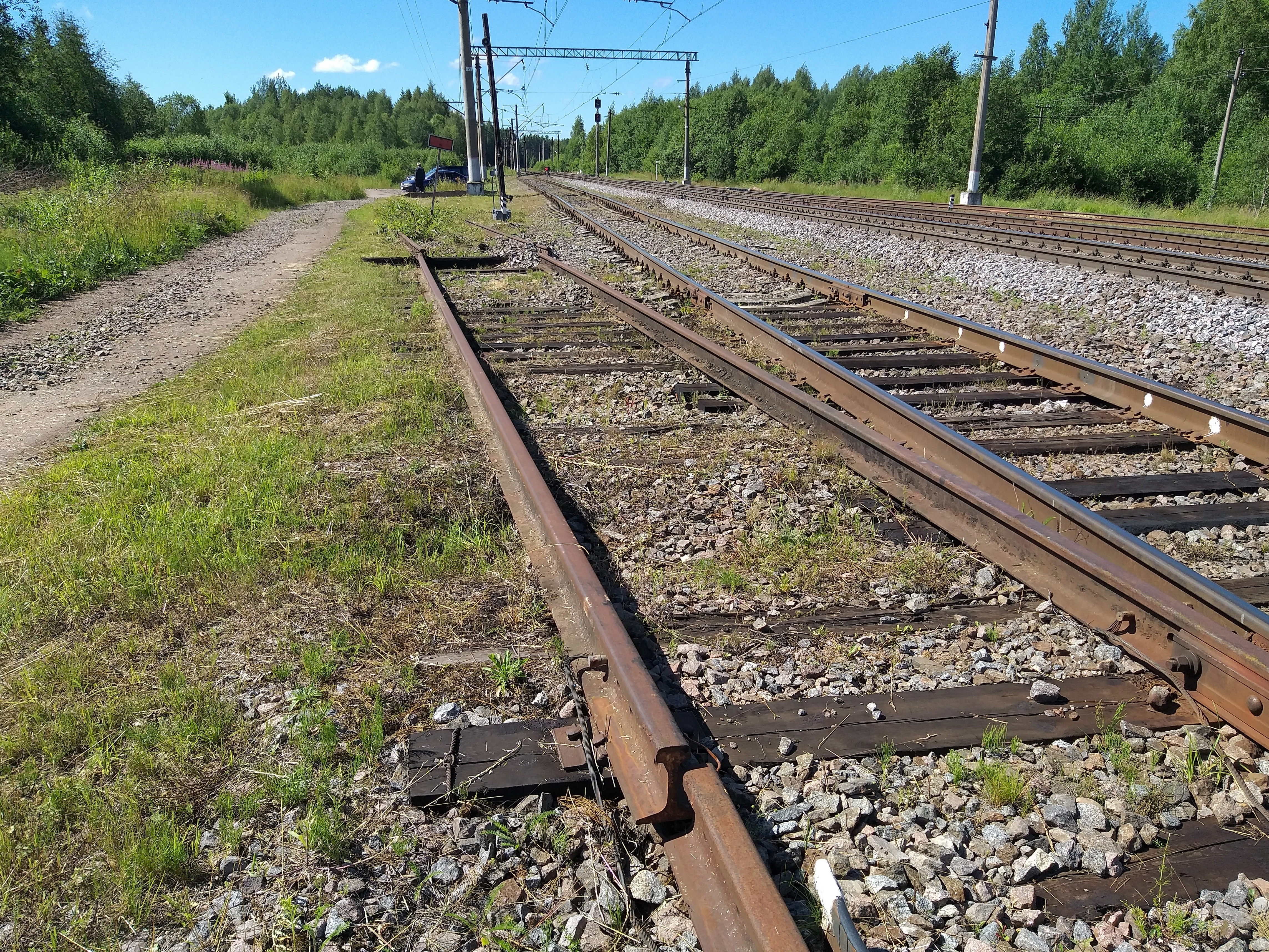
Тупик на месте подъездного пути на завод

## Население
| 1649  | 1838  | 1857  | 1862  | 1882  | 1885  | 1897  |
| ----- | ----- | ----- | ----- | ----- | ----- | ----- |
| 12    | ↗127  | ↘110  | ↗126  | ↗139  | ↘120  | ↗1018 |
| 1920  | 1923  | 1926  | 1933  | 1935  | 1939  | 1959  |
| ↘683  | ↗934  | ↗1149 | ↗2100 | ↗2900 | ↗3689 | ↘2864 |
| 1988  | 1989  | 1997  | 2002  | 2007  | 2010  | 2012  |
| ↘2000 | ↘1751 | ↗1882 | ↘1519 | ↘1414 | ↘1328 | ↗1340 |
| 2017  |       |       |       |       |       |       |
| ↘1188 |       |       |       |       |       |       |

## Инфраструктура
Градообразующим предприятием для посёлка является комбинат «Балтийский» Министерства обороны РФ, на котором заняты чуть более 100 человек. Комбинат занимается складированием замороженных продуктов для нужд Росрезерва. Также на территории посёлка находится филиал фермерского хозяйства «Новый мир», не эксплуатируемый с начала 2000-х годов из-за износа инфраструктуры, близкого к 100 %. Из частных предприятий в посёлке находятся 3 магазина продовольственных товаров, 1 магазин непродовольственных товаров и предприятие по лесозаготовке.
В посёлке расположены два садоводческих товарищества: СНТ «Торковичи» на 50 участков площадью 4,53 га и СНТ «Речное» на 18 участков площадью 5,89 га. По оценкам администрации поселения, в общей сложности дачный отдых даёт сезонный прирост около 3000 человек. На 2012 год в посёлке было 717 индивидуальных жилых домов, 19 малоэтажных многоквартирных домов и 3 пятиэтажных дома, износ коммуникаций в посёлке составляет около 80 %. В Торковичах расположен филиал Оредежской средней школы на 250 мест с дошкольной группой на 14 мест. Культурные учреждения представлены библиотекой МКУ КДЦ «Радуга» на 2,45 тысяч единиц хранения с читальным залом на 6 мест. Из спортивных сооружений в посёлке имеются спортплощадка при школе и футбольное поле, используемое сформированной в Торковичах молодёжной футбольной командой. В 2017 году открылась универсальная спортплощадка.
Имеется баня на 50 мест, однако обслуживание населения с 2011 года временно приостановлено. Медицинское обслуживание населения производится в фельдшерско-акушерском пункте на 50 посещений в смену, также в посёлке действует аптечный пункт. Рядом с посёлком находится христианское кладбище площадью 2 га. Ранее существовавшая в Торковичах пожарная часть закрыта.
В посёлке насчитывается 45 улиц и переулков. Схема улично-дорожной сети посёлка Торковичи лишена чёткой геометрической характеристики и представляет собой функционально связанные, но изолированные друг от друга жилые зоны, соединённые автомобильными дорогами. Общая протяжённость улично-дорожной сети посёлка Торковичи составляет 19,2 км, из них только 32 % имеют асфальтовое покрытие. Плотность улично-дорожной сети составляет 5 км/км², плотность улично-дорожной сети с твёрдым покрытием — 1,8 км/км².
Мобильная связь в Торковичах представлена операторами МТС, Билайн, МегаФон, Теле-2 и Скайлинк.

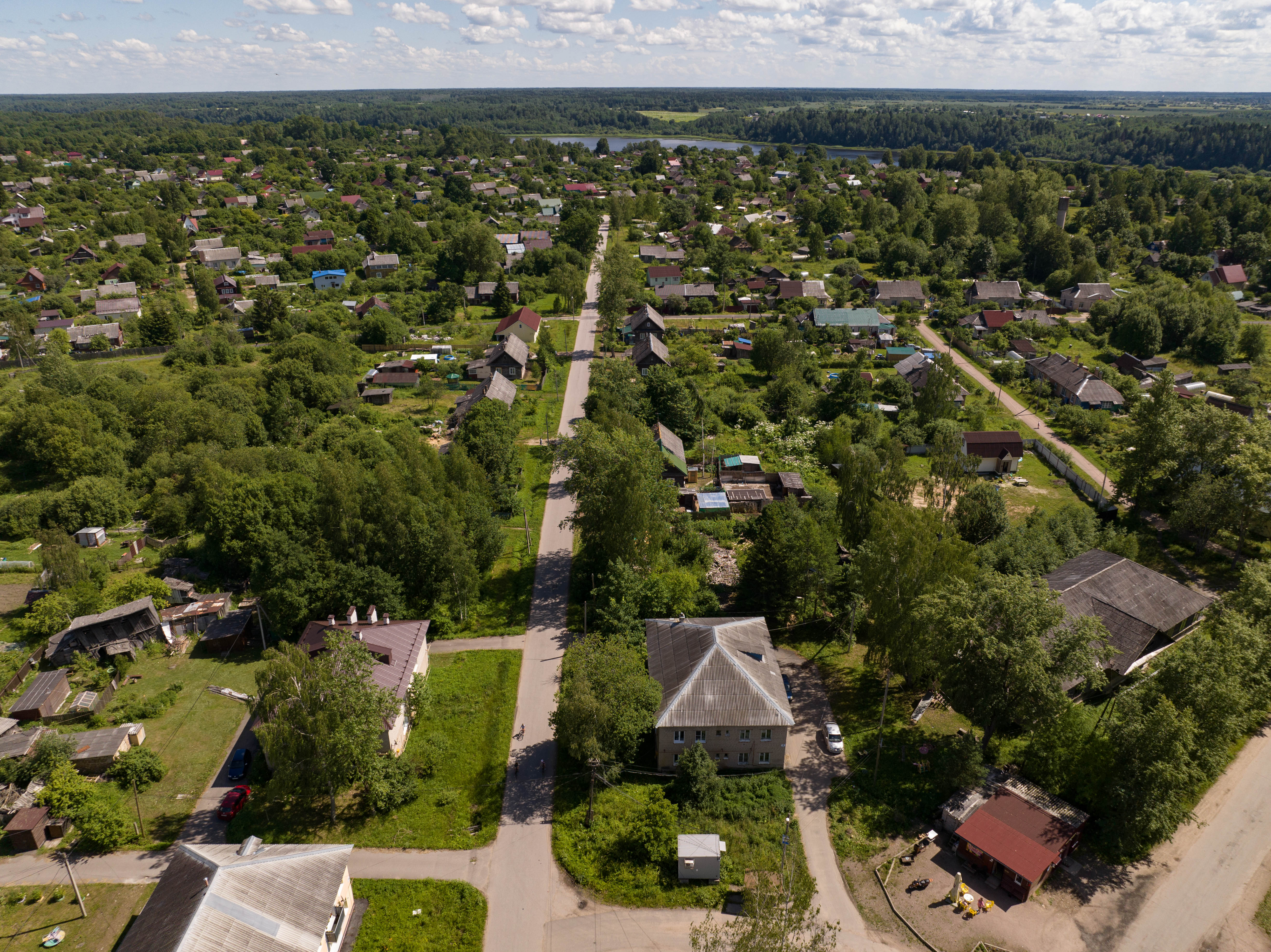
Торговая улица (вид сверху)
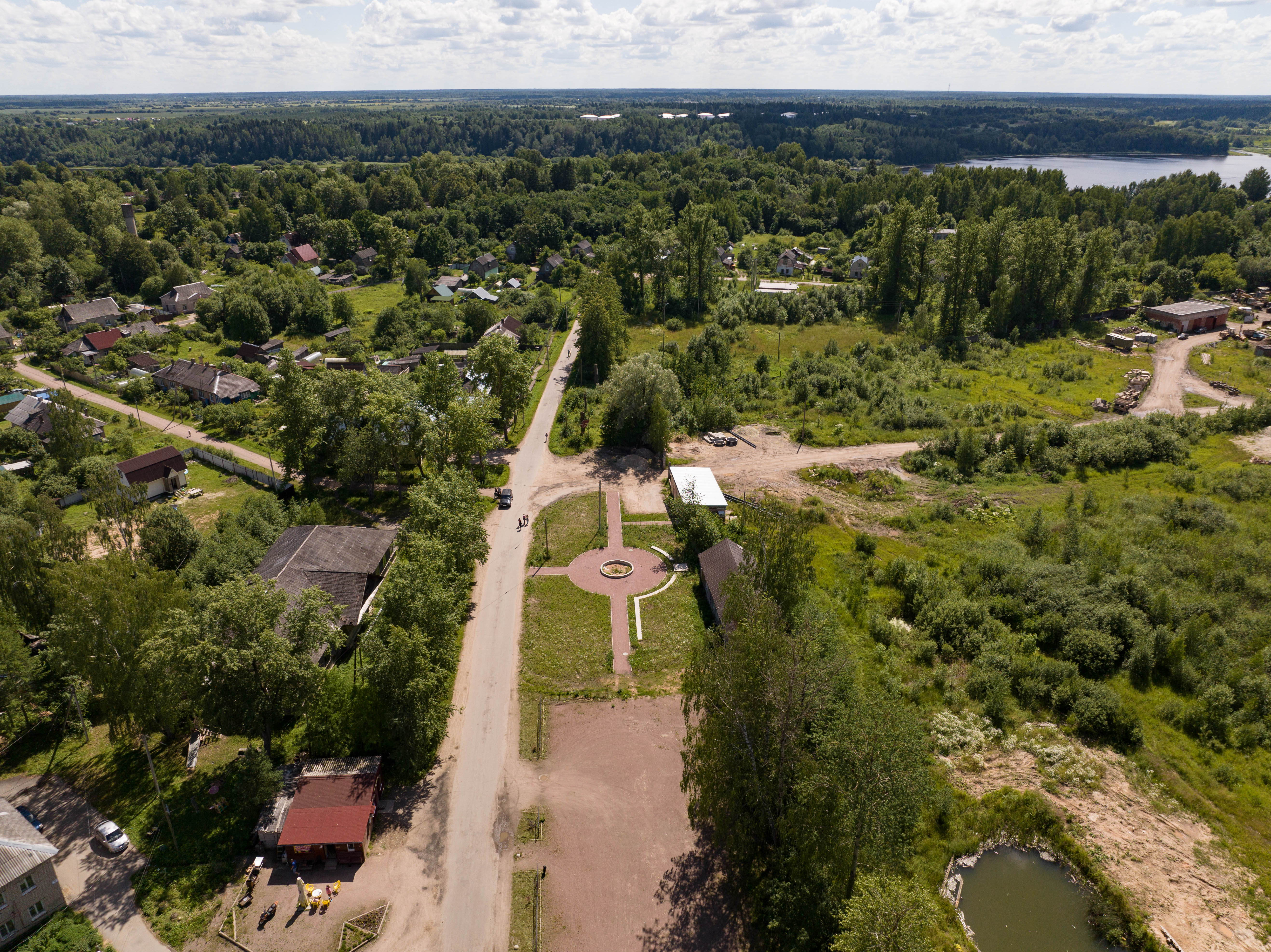
Улица Стахановская (вид сверху)
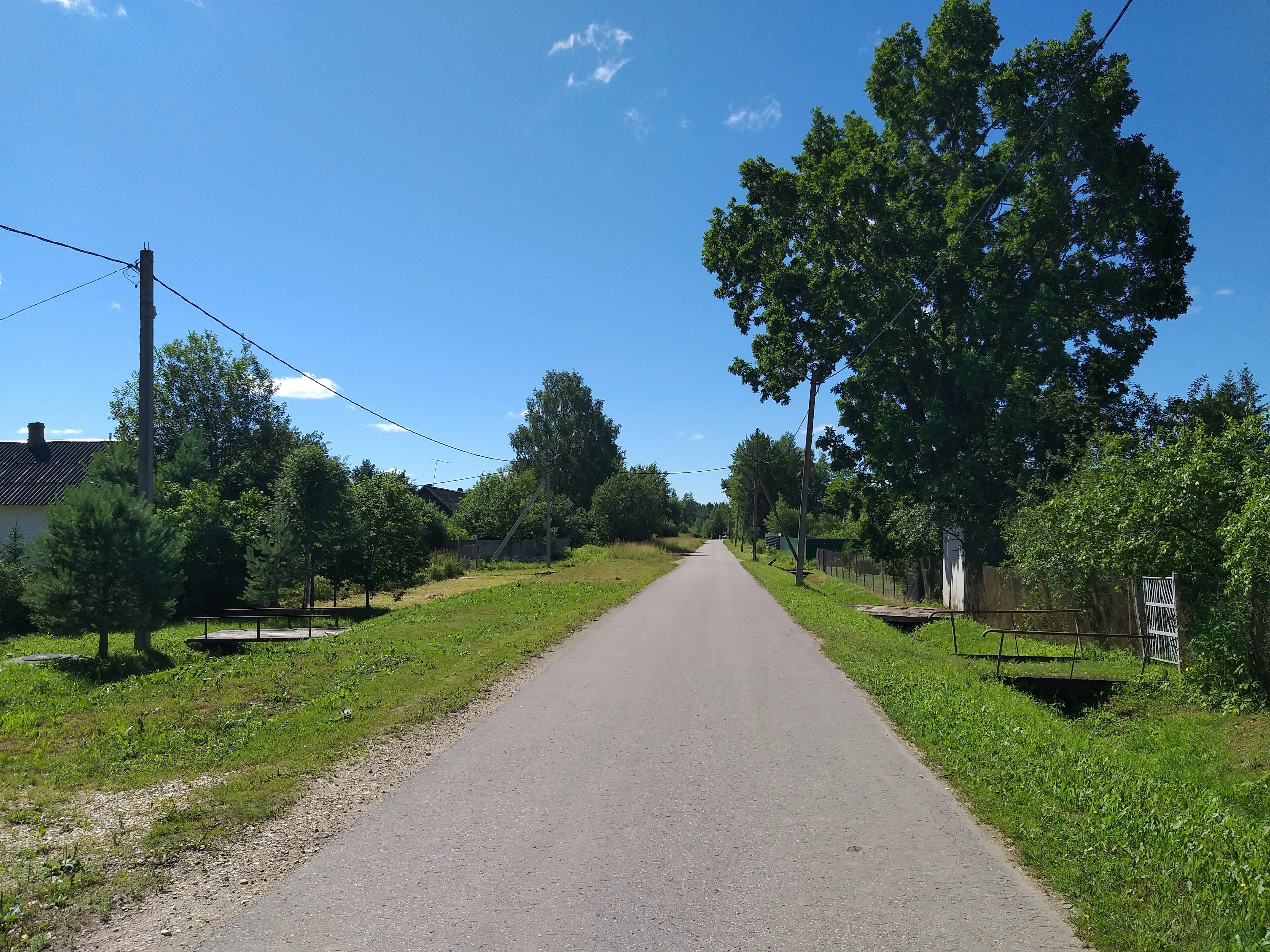
1-я Железнодорожная улица
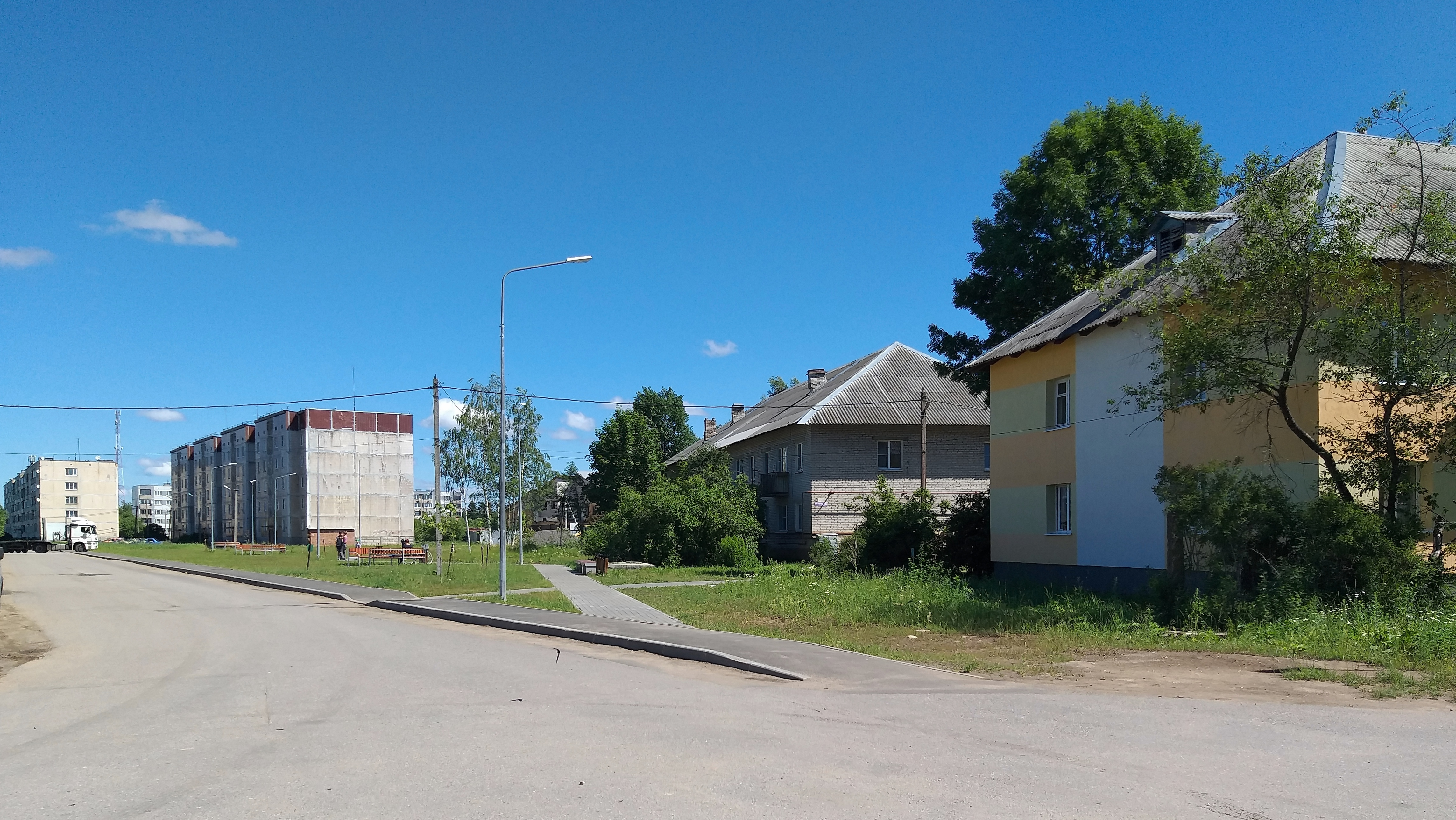
Участок 1-й Железнодорожной ул., ведущий к пятиэтажкам. Вид от Торговой улицы
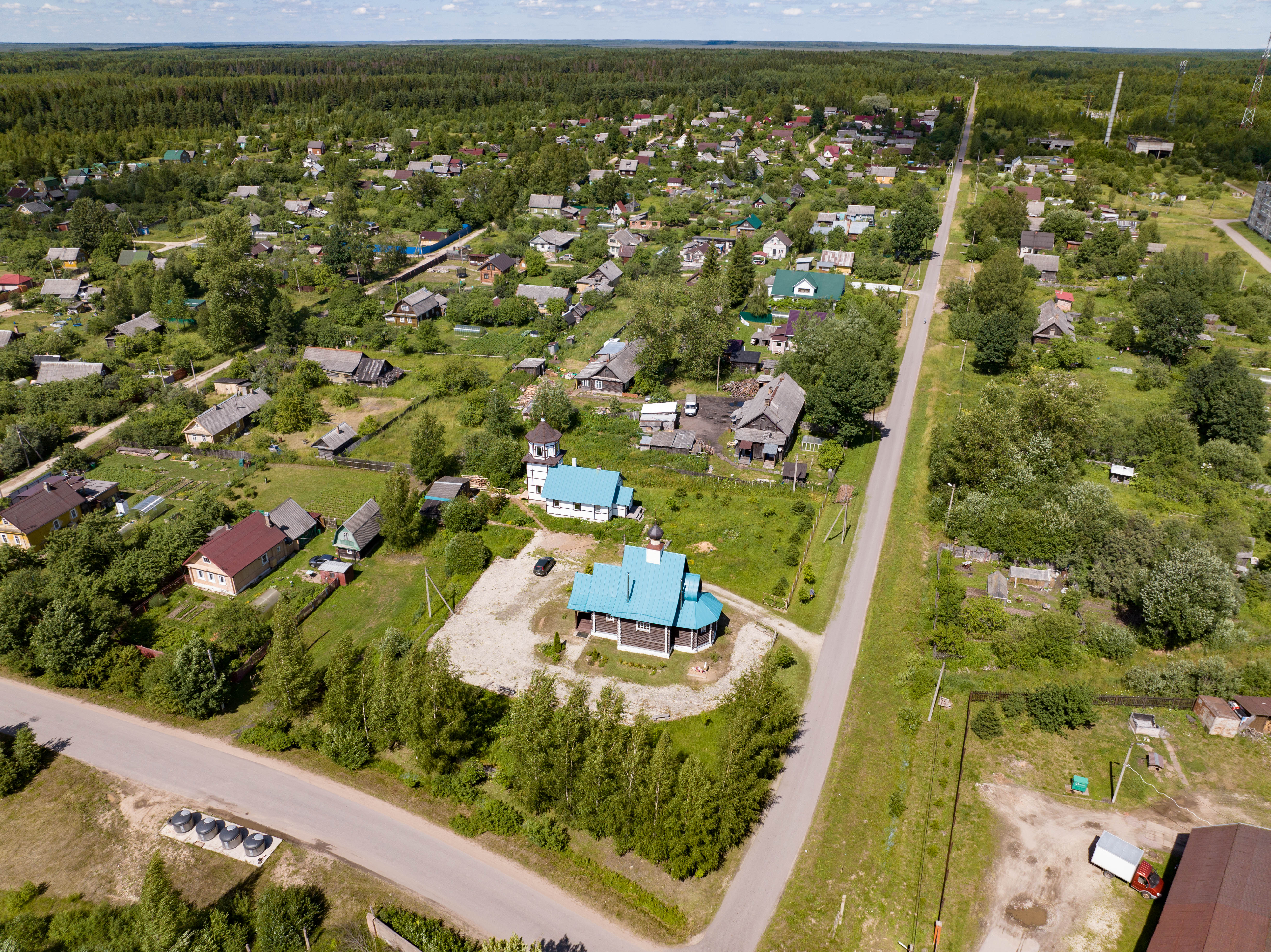
1-я Железнодорожная улица и Покровская церковь (вид сверху)
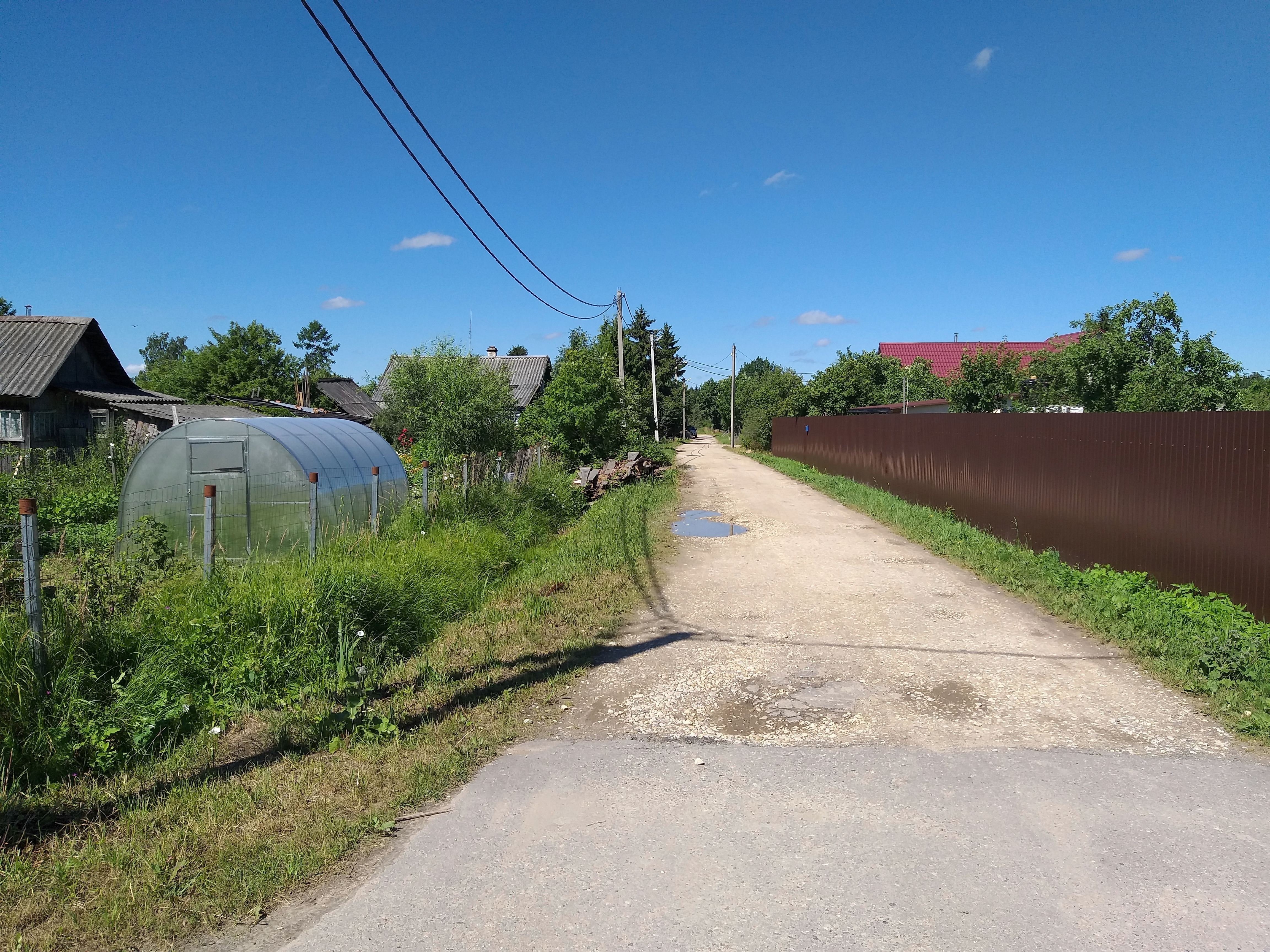
Пер. Горького. Вид от 1-й Железнодорожной ул.
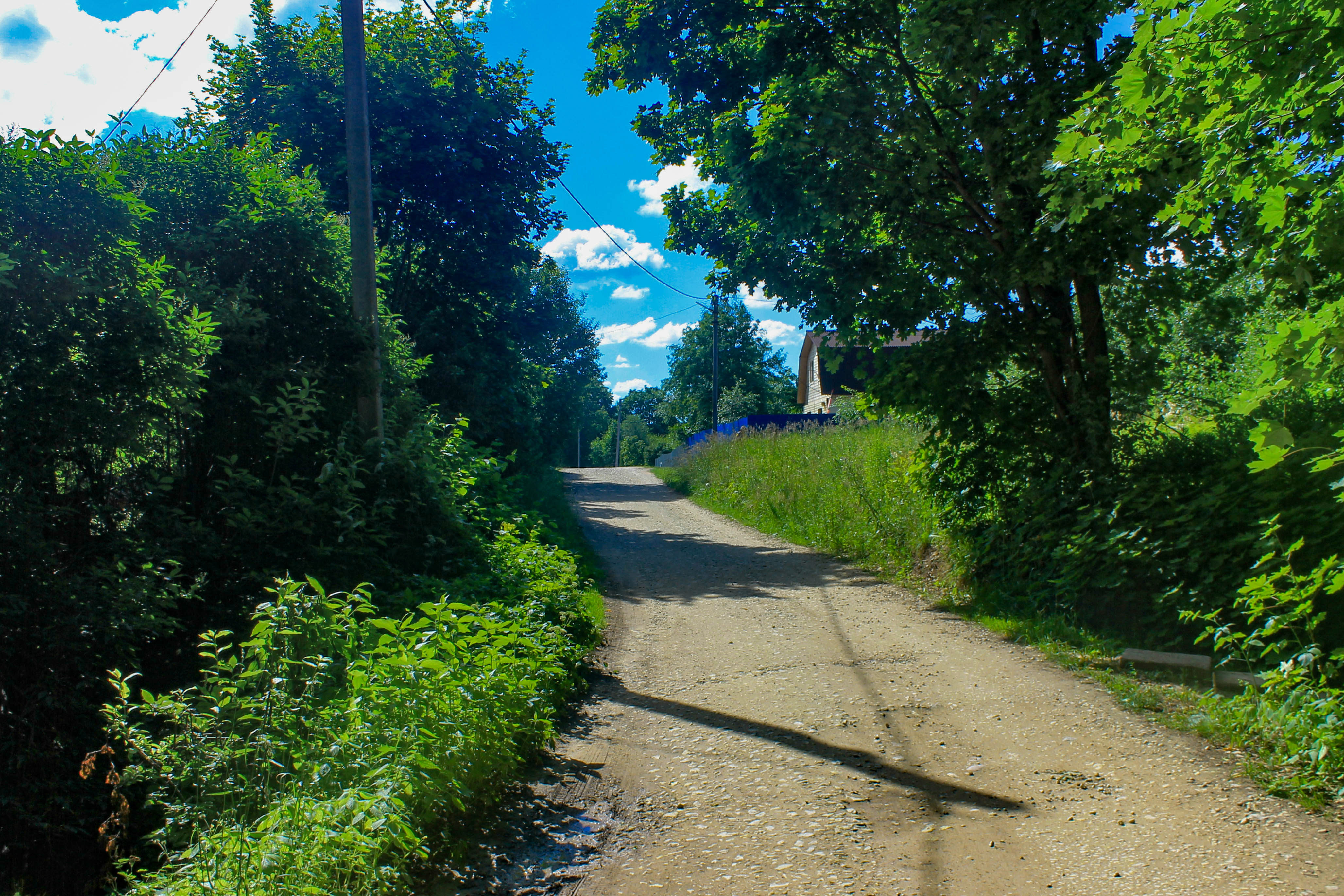
Улица Ани Семёновой

## Памятники и достопримечательности
Объекты культурного наследия регионального значения:
- Братская могила советских воинов и мемориальные доски односельчанам;
- Курганная группа, представляющая собой круглые и продолговатые холмы, остатки укреплённых поселений славян.

Также признаками культурного наследия обладают комплекс построек стекольного завода и бывшая дворянская усадьба Торковичи.